# Hàmid (nom)
Hàmid és un nom masculí àrab (àrab: حامد, Ḥāmid) que literalment significa ‘agraït’. Si bé Hàmid és la transcripció normativa en català del nom en àrab clàssic, també se'l pot trobar transcrit Hamid, Haamid, Hamed. Aquest nom també el duen molts musulmans no arabòfons que l'han adaptat a les característiques fòniques i gràfiques de la seva llengua.
Transcrit en caràcters llatins pot confondre's amb Hamid.
Vegeu aquí personatges i llocs que duen aquest nom.